# Международный день КВН
Спецпроект КВН — специальное мероприятие, приуроченное к Международному дню КВН. Представляет собой необычную игру КВН, в которой соревнуются сборные, составленные из участников разных команд. Международный день КВН — неофициальный праздник всех, кто так или иначе причастен к Клубу Весёлых и Находчивых (КВН). Отмечается ежегодно 8 ноября.

## История
Прообразом КВН стала передача Сергея Муратова «Вечер веселых вопросов». Это было новшество на российском телевидении — она транслировалась в прямом эфире, ведущий задавал вопросы, а отвечали на них телезрители. Проект очень быстро завоевал популярность, но просуществовал недолго и в 1957 году был закрыт. Спустя несколько лет журналист Сергей Муратов, врач Альберт Аксельрод и инженер Михаил Яковлев придумали новую телепередачу под названием «Клуб Весёлых и Находчивых», дебютный эфир которой состоялся 8 ноября 1961 года. Этот день считается днём рождения КВН. Игра быстро обрела популярность, сохраняя её даже когда передача исчезла с экранов в период с 1972 по 1986 год. В годы перестройки КВН вновь стал телевизионным, а после распада СССР превратился из всесоюзного клуба в международный.
В 2001 году бессменный (с 1964 года) ведущий и президент Клуба Весёлых и Находчивых Александр Васильевич Масляков предложил отмечать день первого телеэфира как «Международный день КВН», и теперь это уже традиционный праздник всех, кто имеет отношение к КВН-движению: авторов, актёров, звуковиков, хореографов, режиссёров, директоров, редакторов, ведущих и болельщиков. Хоть первый Спецпроект состоялся в день 40-летия Клуба, эта игра была не первой посвящённой дню рождения КВН. Впервые этот праздник отмечался в 1996 году в рамках концерта «Нам — 35». Решение устроить первый праздник именно в 35-летие, а не ранее, Александр Васильевич Масляков объясняет так: 

«Юбилеи хорошо праздновать тогда, когда их праздновать хорошо. Именно в 96-м году мы позволили себе подвести некоторые итоги, потому что именно в 96-м нам было одновременно не стыдно за прошлое и не страшно за будущее». — http://www.amik.ru/page/25.html
С 1997 по 2000 год осенью (между полуфиналами Высшей лиги и финалом) проводились другие специальные игры, которые не были официально приурочены к дню КВН. В 1997 году состоялся Кубок Москвы (не путать с «Кубком мэра Москвы»), приуроченный к 850-летию «города, в котором родился КВН». Игру на кубок города было решено провести также в 1998 и 1999 годах. В 2000 году ноябрьский эфир был использован АМиКом для финала Турнира десяти — специального турнира десяти классических команд 80-х и 90-х, который проводился в рамках Высшей лиги и подводил итоги XX века.
В год 40-летия клуба было решено вновь устроить мероприятие, посвящённое дню рождения игры, однако на этот раз вместо концерта организовали игру, в которой встретились две необычные команды: «Сборная 20-го века» и «Сборная 21-го века». После того, как эта игра закончилась вничью, было решено провести в 2002 году матч-реванш между этими сборными. Таким образом идея Спецпроекта прижилась, и это мероприятие стало очередной внесезонной игрой Высшей лиги КВН.

### Формат
Формат Спецпроекта меняется каждый год. В 1996 это был просто концерт с участием команд КВН и приглашённых звёзд. С 2001 по 2005 и на Спецпроектах 2008, 2011 и 2012 играли сборные, собранные по разным принципам — 20-й век против 21-го, чемпионы — против не-чемпионов и т. д. В 2006 и 2007 команды играли полными составами и были поделены на блоки, которые соревновались друг с другом. В 2009 году, с 2013 по 2015 годы, и с 2018 года вместо Спецпроекта был сыгран утешительный полуфинал, победители которого получили путёвки в финал сезона (в 2020-м утешительный полуфинал был одной из частей спецпроекта). В 2010 году в Спецпроекте приняли участие сборные России и стран ближнего зарубежья. Начиная с 2012 года Спецпроект играется под названием «Кубок мэра Москвы».
Жюри оценивает выступления команд по-разному. В большинстве Спецпроектов на столиках жюри есть таблички с оценками, но они носят только символический характер, так как во многих случаях в конце игры объявляется ничья между сборными. В 2010 году члены жюри не выставляли сборным оценок, и победителя выбрали совещанием. В 2006 году игру судило четыре состава жюри.

### Список Спецпроектов КВН

#### 1996
- Место проведения: Московский дворец молодёжи
- Дата игры: 8 ноября 1996[6]
- Жюри: Константин Эрнст, Ролан Быков, Наталья Фатеева, Гарри Каспаров, Ярослав Голованов, Андрей Макаров, Анатолий Лысенко

Выступили:
- Создатели КВН: Белла Сергеева, Сергей Муратов, Елена Гальперина, Марьяна Краснянская, Юрий Саульский, Марат Гюльбекян
- Начальство: Маргарита Эскина, Валерий Иванов, Эдуард Сагалаев, Александр Пономарёв
- Сборная Ветеранов КВН 60-х: Андрей Меньшиков (МИСИ), Леонид Якубович (МИСИ), Владимир Семаго (МИСИ), Юлий Гусман («Парни из Баку»), Аркадий Инин (ХПИ), Юрий Волович (Одесса), Валерий Хаит (Одесса), Игорь Кнеллер (Одесса), Юрий Макаров (Одесса), Юрий Радзиевский (РКИИГА)
- Марк Розовский
- Владимир Шаинский
- Фениксята (Москва)
- Харьковские менты (Харьков)
- ТашПИ (Ташкент)
- Настоящие Тамады (Тбилиси)
- Леонид Парфёнов
- РКИИГА (Рига)
- ПаРекс (Рига)
- Новые армяне (Ереван)
- Группа Ивана Демидова: Иван Демидов, Игорь Верник, Богдан Титомир, Лена Зосимова
- Парни из Баку (Баку)
- Запорожье — Кривой Рог — Транзит (Запорожье — Кривой Рог)
- Янислав Левинзон
- ЕрМИ (Ереван)
- Эскадрон гусар (Москва)
- Красная бурда
- ДПИ (Донецк)
- Уральские дворники (Екатеринбург)
- Дрим тим (Донецк — Екатеринбург)
- Геннадий Хазанов
- Одесские джентльмены (Одесса)
- НГУ — В джазе только девушки (Новосибирск)
- Сборная СНГ: Михаил Гуликов (Запорожье — Кривой Рог — Транзит), Сергей Лаврик (ХАИ), Леонид Купридо (БГУ), Карен Мкртчян (Махачкалинские бродяги), Дмитрий Мишин (СПбУЭиФ), Валерий Закутский (Эскадрон гусар), Наталья Петренко (БГУ), Наталья Громушкина (Эскадрон Гусар)

Этот концерт вышел в эфир в двух частях: первая была посвящена КВНу 60-х и 70-х. Создатели КВН и представители Молодёжной редакции ЦТ рассказывали о том, как создавалась игра, Ветераны КВН выступили со своим приветствием, Марк Розовский спел песню «Друзья-КВНчане» в память об Альберте Аксельроде, Матвее Левинтоне, Ярославе Хоречко и Михаиле Яковлеве. Завершилась первая часть концерта переходом с КВНа 60-х в КВН 80-х — песней «Мы начинаем КВН» в авторском исполнении.
Во второй части выступили команды КВН, в основном участники Высшей лиги. Леонид Парфёнов представил историю КВН в стиле «Намедни» и поздравил КВН от имени канала НТВ, Лена Зосимова — в 1996 объект многих КВНовских шуток — спела песню вместе с Иваном Демидовым, Игорем Верником и Богданом Титомиром, Ян Левинзон выступил с монологом «Разговор с Богом», Геннадий Хазанов рассказал о том, что Правительство тоже собирается создать команду КВН и прочитал «капитанский» Виктора Черномырдина, «Красная бурда» прочитали свои короткие юмористические рассказы «О плохих детях».
Члены жюри решили не определять победителя потому, что «невозможно судить дождь, снег в солнечную погоду».

#### 1997
В 1997 году отмечалось 850-летие Москвы. Клуб весёлых и находчивых решил присоединиться к празднованиям, и завершить юбилей столицы специальным «Кубком Москвы». Побороться за кубок были приглашены столичные команды, «в географическом и в КВНовском смысле этого слова». Первый Кубок Москвы выиграла команда «Махачкалинские бродяги».
Кубок Москвы 1997
- Место проведения: Московский Дворец Молодёжи
- Дата игры: 29 ноября 1997
- Жюри: Сергей Жигунов, Геннадий Хазанов, Галина Волчек, Константин Эрнст, Анатолий Лысенко
- Команды: Кунцево, Ковбои политеха, РАИ, БГУ, Махачкалинские бродяги, Одесские джентльмены, Эскадрон гусар

Приветствие на тему «Я шагаю по Москве»:
- Одесские джентльмены (Одесса — столица юмора)
- Ковбои политеха (Киев — столица Украины)

Решением жюри, конкурс выиграли «Одесские джентльмены».
Разминка с залом на тему «Что слышно на Москве?»
- Играли все шесть команд

Решением жюри, конкурс выиграли «Махачкалинские бродяги».
Музыкальный конкурс на тему «Москва — как много в этом звуке…»:
- РАИ (Рига — столица Латвии)
- БГУ (Минск — столица Беларуси)

Решением жюри, конкурс выиграли БГУ.
Капитанский конкурс на тему «Москва слезам не верит»:
- Максим Нелипа («Ковбои политеха»)
- Леонид Купридо (БГУ)
- Шабан Муслимов («Махачкалинские бродяги»)
- Святослав Пелишенко («Одесские джентльмены»)

Решением жюри, конкурс выиграл Шабан Муслимов.
Домашнее задание на тему «Московские окна»:
- Эскадрон гусар (Москва — столица России)
- Махачкалинские бродяги (Махачкала — столица Дагестана)

Решением жюри, конкурс выиграли «Махачкалинские бродяги».
- Игру начала школьная команда КВН «Кунцево», в составе которой был Сергей Лазарев.
- На игре присутствовал Юрий Михайлович Лужков.

#### 1998
Второй открытый блиц-турнир на Кубок Москвы «Московские окна» выиграла Сборная Санкт-Петербурга.
Кубок Москвы 1998
- Место проведения: Московский Дворец Молодёжи
- Дата игры: 28 ноября 1998
- Жюри: Юлий Гусман, Сергей Шолохов, Константин Эрнст, Галина Волчек, Анатолий Лысенко, Иван Демидов, Владимир Довгань
- Команды: сборная московских команд, Чернокнижник, Владикавказские спасатели, Сборная Санкт-Петербурга, Дети Лумумбы, ХАИ, БГУ, Махачкалинские бродяги

Приветствие на тему «А из нашего окна…»:
- Чернокнижник (Рязань)
- Владикавказские спасатели (Владикавказ)

Ничья.
Музыкальный конкурс на тему «Дорогие мои москвичи»:
- Сборная Санкт-Петербурга (Санкт-Петербург)
- Дети Лумумбы (Москва)

Решением жюри, конкурс выиграла Сборная Санкт-Петербурга.
Домашнее задание на тему «Друга я никогда не забуду…»:
- ХАИ (Харьков)
- БГУ (Минск)

Решением жюри, конкурс выиграла команда ХАИ.
- Игра началась с выступления московских команд КВН «Вкус смеха», «Женщины России», «Дипломаты без галстука», «Плеханов и компания», «Мытищинский самовар», «Энергия Москвы», «Макдональдс», «Кунцево», «Бауманка», «Лица столицы».
- Игру закрывали «Махачкалинские бродяги», выступившие вне конкурса.

#### 1999
Третий открытый блиц-турнир на Кубок Москвы «На семи холмах» выиграла команда РУДН «Дети Лумумбы».
Кубок Москвы 1999
- Место проведения: Московский Дворец Молодёжи
- Дата игры: ноябрь 1999
- Жюри: Константин Эрнст, Анатолий Лысенко, Геннадий Хазанов, Юрий Николаев, Сергей Шолохов, Юлий Гусман, Павел Забелин
- Команды: Уральские пельмени, Харьковские менты, Владикавказские спасатели, Дети Лумумбы, Четыре татарина, ТГУ, Дети лейтенанта Шмидта

Приветствие на тему «Москва — порт пяти морей»:
- Харьковские менты (Харьков)
- Владикавказские спасатели (Владикавказ)
- Уральские пельмени (Екатеринбург)

Решением жюри, конкурс выиграли «Уральские пельмени».
Разминка с залом:
- Играли все семь команд.

Решением жюри, конкурс выиграли «Дети Лумумбы».
Музыкальный конкурс на тему «Хорошо на московском просторе»:
- ТГУ (Тбилиси)
- Дети Лумумбы (Москва)

Решением жюри, конкурс выиграли «Дети Лумумбы».
Домашнее задание на тему «…и вспомню о Москве»:
- Четыре татарина (Казань)
- Дети лейтенанта Шмидта (Томск)

Решением жюри, конкурс выиграли «Четыре татарина».
- Это была последняя игра на «Приз Москвы».

#### 2000
В 2000 году в рамках Высшей лиги КВН состоялся Турнир десяти классических команд 80-х и 90-х годов. По результатам полуфиналов, прошедших по окончании пяти первых игр регулярного сезона, в финал Турнира прошли «Парни из Баку» (обыгравшие «Одесских джентльменов»), ХАИ (обыгравшие «Эскадрон гусар»), ЕрМИ (обыгравшие «Дрим тим»), «Махачкалинские бродяги» (обыгравшие «Запорожье — Кривой Рог — Транзит») и БГУ (обыгравшие ДГУ). Результаты всех игр Турнира решало зрительское голосование.
Финал Турнира десяти
- Дата игры: 15 ноября 2000
- Команды: Парни из Баку (Баку), ХАИ (Харьков), ЕрМИ (Ереван), Махачкалинские бродяги (Махачкала), БГУ (Минск)
- Жюри: Леонид Якубович, Сергей Шакуров, Анатолий Лысенко, Константин Эрнст, Леонид Ярмольник, Антон Комолов, Юлий Гусман
- Конкурсы: Приветствие, Разминка, Музыкальный конкурс

| Команда                | Члены жюри | Зрительный зал | Офиц. сайт КВН | Телефонные звонки |
| ---------------------- | ---------- | -------------- | -------------- | ----------------- |
| Парни из Баку          | 6          | 50 %           | 47 %           | 53 %              |
| ХАИ                    | 0          | 8 %            | 16 %           | 6 %               |
| ЕрМИ                   | 0          | 25 %           | 20 %           | 31 %              |
| Махачкалинские бродяги | 0          | 7 %            | 5 %            | 5 %               |
| БГУ                    | 0          | 13 %           | 12 %           | 5 %               |

Результат игры:
1. Парни из Баку
2. ЕрМИ
3. БГУ; ХАИ
4. Махачкалинские бродяги

- Победитель Турнира был объявлен на финале Высшей лиги. Масляков сообщил только о результатах чемпиона — команды «Парни из Баку». За неё проголосовали шестеро из семи членов жюри (кроме Гусмана, который воздержался, и написал, что «победила дружба»), 47 % от голосовавших на официальном сайте АМиК[7] (во время оглашения результатов Масляков по ошибке сказал, что команда получила 45 %) и 53 % от проголосовавших по телефону. Капитану команды Анару Мамедханову был вручён чемпионский кубок[8]. Касаемо результатов голосования зрителей в зале, точной цифры нет. Масляков объявил, что за Баку проголосовало 52 % зрительного зала, в то время, как на официальном сайте АМиК в репортаже Кирилла Папакуля с финала Высшей лиги записана цифра 50. Также в репортаже Папакуля записаны и остальные результаты, и если сложить их вместе, то получается 103 %, что значит, что либо «Парни из Баку» получили 47 % голосов, либо что данные по одной из других команд записаны неточно. В таблице результатов приведены цифры из репортажа Папакуля[9].
- На этой игре команда БГУ показала музыкальный конкурс о том, как духовой оркестр Республики Беларусь готовился к поездке в Америку.
- На конкурсе «разминка» единогласным решением жюри победила команда «Парни из Баку».
- Пять команд-участников этой игры представляли пять разных государств.
- На этой игре «Парни из Баку» показали музыкальный конкурс «Саммит 2000 в Баку». В рамках конкурса была показана пародия на ставшего популярным в том году Николая Баскова (номер «Три тенора») и «Исповедь КВНщика» от Бахрама Багир-Заде.

#### 2001
В честь 40-летия КВН в 2001 году было решено провести специальную игру. Поскольку 2001 год был ещё и первым годом 21-го века, было решено собрать две команды: Сборную 20-го века и Сборную 21-го века. В Сборную 20-го века вошли представители команд, закончивших свои игры в Высшей лиге, в Сборную 21-го века — представители действующих команд.
Спецпроект 2001
- Место проведения: Московский Дворец Молодёжи

- Дата игры: 8 ноября 2001 (эфир: 11 ноября)
- Команды: Сборная 21-го века, Сборная 20-го века
- Жюри: Константин Эрнст, Геннадий Хазанов, Леонид Ярмольник, Леонид Парфёнов, Игорь Угольников, Юлий Гусман
- Конкурсы: Приветствие («Молодым везде у нас дорога, старикам везде у нас почёт»), Музыкальный конкурс («Вне конкурса»), Домашнее задание («Есть только миг между прошлым и будущим»)

| Команда            | Приветствие | Муз.конкурс | общий | ДЗ  | Итого |
| ------------------ | ----------- | ----------- | ----- | --- | ----- |
| Сборная 21-го века | 6,8         | -           | -     | 6,8 | -     |
| Сборная 20-го века | 6,6         | -           | -     | 7   | -     |

Результат игры:
1. Сборная 20-го века; Сборная 21-го века

- Музыкальный конкурс играла только Сборная 20-го века, и он был вне конкурса.
- В начале игры было показано видео-поздравление Владимира Путина.
- На этой игре Ян Левинзон выступил с «монологом пророка Моисея».
- Сборная 20-го века закончила домашнее задание песней «86 команд КВН» (на мотив песни «Налетела грусть» Александра Розенбаума), в которой упоминаются названия всех команд, сыгравших в Высшей лиге на тот момент (2001 год).

Сборная 21-го века:
- Адлер Бесаллах Куссингунина (Дети Лумумбы)
- Александр Мадич (Сборная Владивостока)
- Александр Пушной (Сибирские сибиряки)
- Анатолий Бурносов (Сборная Москвы «МАМИ»)
- Андрей Дерьков (БГУ)
- Аскар Гареев (Четыре татарина)
- Вадим Галыгин (БГУ)
- Виталий Коломиец (БГУ)
- Виталий Шляппо (БГУ)
- Владимир Зеленский (95-й квартал)
- Вячеслав Торкунов (Сборная Владивостока)
- Дмитрий Танкович (ЧП)
- Дмитрий Устинов (Сборная Москвы «МАМИ»)
- Евгений Никишин (УЕздный город)
- Евгений Сморигин (ЧП)
- Елена Рыбалко (Утомлённые солнцем)
- Игорь Харламов (Сборная Москвы «МАМИ»)
- Кирилл Папакуль (БГУ)
- Кумар Лукманов (Казахстанский проект)
- Максим Копышёв (Сборная Владивостока)
- Марина Грицюк (БГУ)
- Михаил Галустян (Утомлённые солнцем)
- Мкртыч Арзуманян (Армянский проект)
- Сергей Костров (Сборная Москвы «МАМИ»)
- Сергей Писаренко (УЕздный город)
- Станислав Ярушин (УЕздный город)

Сборная 20-го века:
- Азер Мамед-Заде (Парни из Баку)
- Анар Мамедханов (Парни из Баку)
- Андрей Рожков (Уральские пельмени)
- Андрей Степанов (Дрим тим)
- Андрей Чивурин (ХАИ)
- Бахрам Багир-Заде (Парни из Баку)
- Валерий Закутский (Эскадрон гусар)
- Виталий Гасаев (Дети лейтенанта Шмидта)
- Глеб Тимошенко (ХАИ)
- Григорий Малыгин (Дети лейтенанта Шмидта)
- Дмитрий Брекоткин (Уральские пельмени)
- Дмитрий Никулин (Дети лейтенанта Шмидта)
- Евгений Чепурняк (ДГУ)
- Игорь Диденко (ХАИ)
- Леонид Купридо (БГУ)
- Михаил Гуликов (Запорожье — Кривой Рог — Транзит)
- Михаил Марфин (МХТИ)
- Михаил Шац (ЛФЭИ)
- Наталья Петренко (БГУ)
- Олег Комаров (Дрим тим)
- Павел Кабанов (МАГМА)
- Рубен Джагинян (ЕрМИ)
- Сергей Белоголовцев (МАГМА)
- Сергей Лаврик (ХАИ)
- Сергей Сивохо (Дрим тим)
- Татьяна Лазарева (НГУ)
- Фёдор Гапоненко (Дрим тим)
- Шабан Муслимов (Махачкалинские бродяги)
- Эльчин Азизов (Парни из Баку)
- Энвер Мансуров (Парни из Баку)
- Янислав Левинзон (Одесские джентльмены)

#### 2002
В 2002-м было решено провести матч-реванш между сборными 20-го и 21-го веков. Составы сборных немного изменились, но собраны они были по тому же принципу, что и в 2001.
Спецпроект 2002
- Место проведения: Центральный академический театр Российской армии

- Дата игры: 8 ноября 2002
- Тема игры: Матч-реванш
- Команды: Сборная 21-го века, Сборная 20-го века
- Жюри: Владимир Довгань, Игорь Угольников, Леонид Ярмольник, Константин Эрнст, Олег Янковский, Антон Комолов
- Конкурсы: Приветствие («По главной улице с оркестром»), СТЭМ («Я помню чудное мгновенье...»), Музыкальное домашнее задание («Через годы, через расстояния»)

| Команда            | Приветствие | СТЭМ | общий | МДЗ | Итого |
| ------------------ | ----------- | ---- | ----- | --- | ----- |
| Сборная 21-го века | 6,5         | 6,5  | 13    | 7   | 20    |
| Сборная 20-го века | 6,8         | 6,8  | 13,6  | 7   | 20,6  |

Результат игры:
1. Сборная 20-го века
2. Сборная 21-го века

- На этой игре Сборная 20-го века показала МДЗ про рекламное агентство, которое придумало всё. В рамках этого конкурса были показаны номера «интервью с Мстиславом Распашным» и «интервью с Амаяком Акопяном».
- Сборная 21-го века показала в рамках МДЗ номер «Хор» (отбор певцов).

Сборная 21-го века:
- Александр Мадич (Сборная Владивостока)
- Александр Малахазишвили (ТГУ)
- Александр Ханжин (ТГНГУ)
- Алексей Наганюк (Сборная Владивостока)
- Анатолий Бурносов (Сборная Москвы «МАМИ»)
- Андрей Дерьков (БГУ)
- Вадим Галыгин (БГУ)
- Владимир Зеленский (95-й квартал)
- Владимир Ханжин (ТГНГУ)
- Вячеслав Торкунов (Сборная Владивостока)
- Дмитрий Новицкий (ТГНГУ)
- Дмитрий Танкович (ЧП)
- Дмитрий Хрусталёв (Сборная Санкт-Петербурга)
- Евгений Никишин (УЕздный город)
- Евгений Сморигин (ЧП)
- Елена Бабинова (ТГНГУ)
- Жанна Кадникова (Парма)
- Игорь Харламов (Сборная Москвы «МАМИ»)
- Ирина Черезова (ТГНГУ)
- Марина Грицюк (БГУ)
- Николай Кавтарадзе (ТГУ)
- Нуржан Бейсенов (Сборная Астаны)
- Полина Сибагатуллина (Сборная Санкт-Петербурга)
- Светлана Пермякова (Парма)
- Сергей Писаренко (УЕздный город)
- Станислав Ярушин (УЕздный город)
- Ярослав Мелёхин (Сборная Астаны)

Сборная 20-го века:
- Бахрам Багир-Заде (Парни из Баку)
- Вячеслав Мясников (Уральские пельмени)
- Гарик Мартиросян (Новые армяне)
- Глеб Тимошенко (ХАИ)
- Дмитрий Брекоткин (Уральские пельмени)
- Дмитрий Никулин (Дети лейтенанта Шмидта)
- Игорь Диденко (ХАИ)
- Карен Мкртчян (Махачкалинские бродяги)
- Леонид Купридо (БГУ)
- Михаил Гуликов (Запорожье — Кривой Рог — Транзит)
- Михаил Шац (ЛФЭИ)
- Наталья Петренко (БГУ)
- Олег Комаров (Дрим тим)
- Рубен Джагинян (ЕрМИ)
- Сергей Лаврик (ХАИ)
- Сергей Светлаков (Уральские пельмени)
- Сергей Сивохо (Дрим тим)
- Татьяна Лазарева (НГУ)
- Фёдор Гапоненко (Дрим тим)
- Шабан Муслимов (Махачкалинские бродяги)

#### 2003
В 2003-м году было решено сформировать на Спецпроект новые сборные. Одна из них появилась летом того года, когда Гарик Мартиросян собрал команду под названием «Сборная СССР». Против них на Спецпроекте сыграла новая Сборная СНГ.
Спецпроект 2003
- Место проведения: Центральный академический театр Российской армии

- Дата игры: 8 ноября 2003
- Команды: Сборная СССР, Сборная СНГ
- Жюри: Александр Абдулов, Леонид Ярмольник, Галина Волчек, Константин Эрнст, Антон Комолов, Анатолий Чубайс, Юлий Гусман
- Конкурсы: Приветствие («КВНщики всех стран, соединяйтесь!»), Разминка, Конкурс одной песни («С шуткой по жизни»), Домашнее задание («Из всех искусств для нас важнейшим является КВН!»)

| Команда      | Приветствие | Разминка | общий | КОП | общий | ДЗ | Итого |
| ------------ | ----------- | -------- | ----- | --- | ----- | -- | ----- |
| Сборная СССР | 4,7         | -        | -     | 3,2 | -     | 7  | -     |
| Сборная СНГ  | 5           | -        | -     | 3,5 | -     | 7  | -     |

Результат игры:
1. Сборная СНГ
2. Сборная СССР

- Разминка игралась с залом, и не оценивалась. Это первый Спецпроект, на котором игралась разминка.
- Принцип формирования команд был прост: в Сборную СНГ вошли популярные КВНщики, которые не вошли в Сборную СССР (которая летом того года играла на Летнем кубке).

Сборная СССР:
- Вадим Галыгин (БГУ)
- Виктор Васильев (Сборная Санкт-Петербурга)
- Виталий Коломиец (БГУ)
- Гарик Мартиросян (Новые армяне)
- Глеб Тимошенко (ХАИ)
- Григорий Гаспарян (Новые армяне)
- Дмитрий Хрусталёв (Сборная Санкт-Петербурга)
- Игорь Диденко (ХАИ)
- Марина Грицюк (БГУ)
- Полина Сибагатуллина (Сборная Санкт-Петербурга)
- Сергей Мульд (СГУ)

Сборная СНГ:
- Александр Мадич (Сборная Владивостока)
- Александр Ханжин (ТГНГУ)
- Бахрам Багир-Заде (Парни из Баку)
- Владимир Ханжин (ТГНГУ)
- Вячеслав Мясников (Уральские пельмени)
- Дмитрий Брекоткин (Уральские пельмени)
- Евгений Никишин (УЕздный город)
- Жанна Кадникова (Парма)
- Ирина Черезова (ТГНГУ)
- Леонид Купридо (БГУ)
- Михаил Гуликов (Запорожье — Кривой Рог — Транзит)
- Нуржан Бейсенов (Сборная Астаны)
- Рубен Джагинян (ЕрМИ)
- Светлана Пермякова (Парма)
- Сергей Писаренко (УЕздный город)
- Сергей Светлаков (Уральские пельмени)
- Сергей Сивохо (Дрим тим)
- Станислав Ярушин (УЕздный город)

#### 2004
Этот Спецпроект был посвящён 40-летию творческой деятельности Александра Маслякова (Масляков стал телеведущим в 1964 году) и прошёл под лозунгом «И всё-таки КВН». Популярные КВНщики собрали пять разных команд: ведущие актрисы разных команд собрали женскую сборную, участники Премьер-лиги 2004 и выпускники Премьер-лиги 2003 вошли в Сборную «Проспект молодости», лучшие певцы команд создали поющую сборную, вновь собралась Сборная СССР (правда без представителей команды «Новые армяне»), остальные звёзды КВН вошли в сборную «КВН-International».
Спецпроект 2004
- Место проведения: Центральный академический театр Российской армии
- Дата игры: 7 ноября 2004
- Жюри: Василий Уткин, Сергей Шолохов, Андрей Макаревич, Константин Эрнст, Леонид Парфёнов, Юлий Гусман
- Команды: Женская сборная «А ну-ка, девушки!», Сборная Премьер-лиги «Проспект молодости», Поющая сборная «Алло, мы ищем таланты», Сборная СССР, Сборная КВН-International

Женская сборная:
- Диана Тевосова (Незолотая молодёжь)
- Екатерина Скулкина (Четыре татарина)
- Елена Бабинова (ТГНГУ)
- Елена Борщёва (Сборная Пятигорска)
- Елена Мизонова (Регион-13)
- Елена Орлова (Сборная Владивостока)
- Елена Рыбалко (Утомлённые солнцем)
- Жанна Кадникова (Парма)
- Ирина Черезова (ТГНГУ)
- Людмила Любимова (Вятка-автомат)
- Марина Федункив (Добрянка)
- Светлана Пермякова (Парма)
- Татьяна Дорофеева (Добрянка)

Сборная Премьер-лиги:
- Александр Слесарев (Регион-13)
- Алексей Созутов (Левый берег)
- Андрей Бурковский (МаксимуМ)
- Антон Морозенко (Лица Уральской НАциональности)
- Евгений Гашенко (Дизель)
- Егор Крутоголов (Дизель)
- Илья Полежайкин (Лица Уральской НАциональности)
- Константин Андреев (Левый берег)
- Михаил Башкатов (МаксимуМ)
- Наталья Еприкян (Мегаполис)
- Николай Терёхин (Регион-13)
- Роман Киселёв (Седьмое небо)
- Руслан Белый (Седьмое небо)
- Станислав Ярушин (Лица Уральской НАциональности)
- Теймураз Тания (Нарты из Абхазии)
- Тимур Аршба (Нарты из Абхазии)

Поющая сборная:
- Александр Мадич (Сборная Владивостока)
- Александр Смирнов (Парма)
- Алхас Каджая (Нарты из Абхазии)
- Виталий Гасаев (Дети лейтенанта Шмидта)
- Вячеслав Мясников (Уральские пельмени)
- Дмитрий Грачёв (Незолотая молодёжь)
- Екатерина Тихонова (Дизель)
- Карен Мкртчян (Махачкалинские бродяги)
- Максим Бобков (Утомлённые солнцем)
- Наталья Кузьмина (ЧП)
- Пётр Винс (Дети лейтенанта Шмидта)
- Сангаджи Тарбаев (РУДН)
- Светлана Улисова (Регион-13)
- Ярослав Мелёхин (Сборная Астаны)

Сборная СССР:
- Вадим Галыгин (БГУ)
- Виктор Васильев (Сборная Санкт-Петербурга)
- Виталий Коломиец (БГУ)
- Глеб Тимошенко (ХАИ)
- Дмитрий Хрусталёв (Сборная Санкт-Петербурга)
- Игорь Диденко (ХАИ)
- Марина Грицюк (БГУ)
- Полина Сибагатуллина (Сборная Санкт-Петербурга)
- Сергей Мульд (СГУ)

КВН-International:
- Абдулла Барри (РУДН)
- Алексей Ляпичев (Незолотая молодёжь)
- Бахрам Багир-Заде (Парни из Баку)
- Валерий Закутский (Эскадрон гусар)
- Васант Балан (РУДН)
- Дмитрий Брекоткин (Уральские пельмени)
- Дмитрий Танкович (ЧП)
- Дмитрий Черных (Четыре татарина)
- Дози Экверибе (РУДН)
- Евгений Донских (РУДН)
- Евгений Никишин (УЕздный город)
- Евгений Сморигин (ЧП)
- Исмаил Коне (РУДН)
- Леонид Купридо (БГУ)
- Михаил Галустян (Утомлённые солнцем)
- Михаил Гуликов (Запорожье — Кривой Рог — Транзит)
- Павел Козмопулос (Сборная Пятигорска)
- Ришат Гималтдинов (Четыре татарина)
- Рубен Джагинян (ЕрМИ)
- Семён Слепаков (Сборная Пятигорска)
- Сергей Писаренко (УЕздный город)
- Сергей Светлаков (Уральские пельмени)
- Эндрю Нджогу (РУДН)

- Члены жюри отказались судить эту игру и выявлять победителя. Они решили дать каждой команде по 8 баллов — 5×8=40. Масляков оценил выступление жюри на тройку — 40+3=43.
- Во время выступления Сборной Премьер-лиги за тумбой ведущего стоял Александр Александрович Масляков (ведущий Премьер-лиги).
- Сборная «КВН-International» выступила дважды — в начале и в конце игры.
- На этой игре «Сборная СССР» показала номера «что было бы, если бы Масляков стал президентом ФИФА» и «интервью с Вениамином Карловичем Рубиловым».
- На этой игре «КВН-International» показали номер «Идолище Поганое».

#### 2005
В 2005 году на Спецпроекте встретились сборные чемпионов Клуба и претендентов на чемпионство.
Спецпроект 2005
- Место проведения: Центральный академический театр Российской армии

- Дата игры: 3 ноября 2005
- Команды: Сборная претендентов, Сборная чемпионов
- Жюри: Михаил Куснирович, Леонид Ярмольник, Константин Эрнст, Александр Абдулов, Юлий Гусман
- Конкурсы: Приветствие, Разминка, Музыкальный конкурс, Домашнее задание

| Команда              | Приветствие | Разминка | общий | Муз.конкурс | общий | ДЗ | Итого |
| -------------------- | ----------- | -------- | ----- | ----------- | ----- | -- | ----- |
| Сборная претендентов | 21          | 25       | 46    | 29          | 75    | 32 | 107   |
| Сборная чемпионов    | 25          | 21       | 46    | 28          | 74    | 35 | 109   |

Результат игры:
1. Сборная чемпионов
2. Сборная претендентов

- На этой игре Сборная чемпионов показала пародию на песню «Белые кораблики» и ДЗ «Золото чемпионов».
- За Сборную претендентов играли представители команд «Нарты из Абхазии», «Мегаполис» и РУДН, которые позже стали чемпионами.
- Также, за Сборную претендентов играл Андрей Бочаров, трижды чемпион Высшей лиги в составе команды НГУ. Он заменил Павла Кабанова из «МАГМы», который не смог принять участие в этой игре.
- Таким образом, в этом Спецпроекте участвовали представители всех чемпионов Высшей лиги до 2006 года, кроме ХВВАИУ и «Эскадрона гусар».

Сборная претендентов:
- Александр Мадич (Сборная Владивостока)
- Александр Смирнов (Парма)
- Алхас Каджая (Нарты из Абхазии)
- Андрей Бочаров (НГУ)
- Антон Морозенко (Лица Уральской НАциональности)
- Арарат Кещян (РУДН)
- Ашот Кещян (РУДН)
- Денис Привалов (Мегаполис)
- Дмитрий Будашкаев (РУДН)
- Дмитрий Танкович (ЧП)
- Дмитрий Хрусталёв (Сборная Санкт-Петербурга)
- Дмитрий Черных (Четыре татарина)
- Евгений Донских (РУДН)
- Евгений Сморигин (ЧП)
- Евгений Шахмаев (Лица Уральской НАциональности)
- Жанна Кадникова (Парма)
- Ирина Черезова (ТГНГУ)
- Наталья Еприкян (Мегаполис)
- Нурлан Коянбаев (Астана.kz)
- Нуртас Адамбаев (Астана.kz)
- Ришат Гималтдинов (Четыре татарина)
- Сангаджи Тарбаев (РУДН)
- Светлана Пермякова (Парма)
- Сергей Белоголовцев (МАГМА)
- Татьяна Морозова (Лица Уральской НАциональности)
- Теймураз Тания (Нарты из Абхазии)
- Тимур Аршба (Нарты из Абхазии)
- Фёдор Гапоненко (Дрим тим)
- Эндрю Нджогу (РУДН)

Сборная чемпионов:
- Александр Ревва (Утомлённые солнцем)
- Алексей Ляпоров (Сборная Пятигорска)
- Андрей Рожков (Уральские пельмени)
- Бахрам Багир-Заде (Парни из Баку)
- Вячеслав Мясников (Уральские пельмени)
- Гарик Мартиросян (Новые армяне)
- Глеб Тимошенко (ХАИ)
- Григорий Гаспарян (Новые армяне)
- Давид Мурадян (Сборная Пятигорска)
- Дмитрий Брекоткин (Уральские пельмени)
- Дмитрий Никулин (Дети лейтенанта Шмидта)
- Дмитрий Шпинарёв (Одесские джентльмены)
- Евгений Никишин (УЕздный город)
- Игорь Диденко (ХАИ)
- Карен Мкртчян (Махачкалинские бродяги)
- Марина Грицюк (БГУ)
- Михаил Галустян (Утомлённые солнцем)
- Михаил Гуликов (Запорожье — Кривой Рог — Транзит)
- Пётр Винс (Дети лейтенанта Шмидта)
- Рубен Джагинян (ЕрМИ)
- Семён Слепаков (Сборная Пятигорска)
- Сергей Лаврик (ХАИ)
- Сергей Светлаков (Уральские пельмени)
- Станислав Ярушин (УЕздный город)
- Эдуард Неделько (Одесские джентльмены)

#### 2006
К 45-летию Клуба был подготовлен Спецпроект, который прошёл по новой схеме: были приглашены 12 команд КВН (из них, две — специальные сборные), которые были поделены на четыре блока — север, восток, запад и юг. Блоки оценивали четыре разных состава жюри. Помимо этих блоков, в начале игры выступила сборная финалистов Премьер-лиги 2006.
Спецпроект 2006
- Место проведения: Центральный академический театр Российской армии
- Дата игры: 22 ноября 2006
- Жюри: Север — Николай Фоменко, Карен Шахназаров, Константин Эрнст, Сергей Шакуров, Юлий Гусман; Восток — Анатолий Лысенко, Владимир Евтушенков, Геннадий Хазанов, Екатерина Стриженова, Александр Ширвиндт; Запад — Дмитрий Харатьян, Михаил Ефремов, Леонид Ярмольник, Светлана Сорокина, Леонид Парфёнов; Юг — Игорь Верник, Антон Комолов, Леонид Якубович, Иван Демидов, Сергей Шолохов
- Команды: Сборная Премьер-лиги (гости игры), Сборная севера, Сборная востока, Сборная запада, Сборная юга

Сборная Премьер-лиги:
- Станция Спортивная (Москва)
- Университетский проспект (Москва)
- Сборная ГУУ (Москва)
- БАК (Брюховецкая)

Сборная севера:
- Сборная Санкт-Петербурга (Санкт-Петербург) — не прошли редактуру
- Парма (Пермь)
- УЕздный город (Магнитогоск — Челябинск)
- Армянская сборная (Арарат Кещян, Ашот Кещян, Гарик Мартиросян, Карен Мкртчян, Михаил Галустян, Наталья Еприкян, Рубен Джагинян)

Сборная востока:
- Сборная Владивостока (Владивосток)
- Четыре татарина (Казань)
- Сборная Центральной Азии (Астана.kz и Сборная Кыргызстана)
- Дети лейтенанта Шмидта (Томск)

Сборная запада:
- ЧП (Минск)
- Мегаполис (Москва)
- ХАИ (Харьков) + Леонид Купридо, Михаил Гуликов и Станислав Ярушин
- Уральские пельмени (Екатеринбург)

Сборная юга:
- Нарты из Абхазии (Сухум)
- Сборная Пятигорска (Пятигорск)
- Утомлённые солнцем (Сочи)
- Парни из Баку (Баку)

- Игра началась со сцены, в которой КВНщики разных поколений спорили кто из них лучше.
- У жюри на этом Спецпроекте были только таблички с цифрами 4 и 5. В конце игры Константин Эрнст объявил, что все команды получают 45 баллов.
- На этой игре присутствовал Владимир Путин.
- Сборная Санкт-Петербурга должна была играть за Сборную севера, но не смогла пройти редактуру и была снята с игры.

#### 2007
Этот Спецпроект прошёл не в Москве, а в Красноярске. Как и в предыдущем сезоне, команды были поделены на блоки: четыре представляли Европу, ещё четыре — Азию. Команды выступали парами. Первыми выступили выпускники Премьер-лиги 2007, «СОК» и «Байкал», затем на сцену вышли четвертьфиналисты Высшей лиги, «Станция Спортивная» и «Астана.kz», далее выступили финалисты Высшей лиги, «ЧП» и «ЛУНа», и завершили игру чемпионы Клуба, РУДН и «Уральские пельмени».
Спецпроект 2007
- Место проведения: Дворец спорта им. Ивана Ярыгина (Красноярск)

- Дата игры: 13 ноября 2007
- Команды: Сборная Европы, Сборная Азии
- Жюри: Юлий Гусман, Татьяна Руйга, Алексей Клешко, Сергей Бобров, Екатерина Стриженова
- Конкурсы: СОК vs. Байкал, Астана.kz vs. Станция Спортивная, ЧП vs. Лица Уральской НАциональности, Разминка, Уральские пельмени vs. РУДН

| Команда        | СОК vs. Байкал | Астана.kz vs. Станция Спортивная | общий | ЧП vs. Лица Уральской НАциональности | общий | Разминка | общий | Уральские пельмени vs. РУДН | Итого |
| -------------- | -------------- | -------------------------------- | ----- | ------------------------------------ | ----- | -------- | ----- | --------------------------- | ----- |
| Сборная Европы | 5              | 4,5                              | 9,5   | 4,7                                  | 14,2  | -        | -     | 4,8                         | -     |
| Сборная Азии   | 4,2            | 4,8                              | 9     | 5                                    | 14    | -        | -     | 5                           | -     |

Результат игры:
1. Сборная Азии; Сборная Европы

Гости:
- Территория ИГРЫ (Красноярск)

Сборная Европы:
- СОК (Самара)
- Станция Спортивная (Москва)
- ЧП (Минск)
- РУДН (Москва)

Сборная Азии:
- Байкал (Иркутск — Улан Удэ)
- Астана.kz (Астана)
- Лица Уральской НАциональности (Челябинск)
- Уральские пельмени (Екатеринбург)

- Это единственный, на данный момент, Спецпроект, который прошёл не в Москве.
- На этой игре «Уральские пельмени» показали номер о том, как Кирилл и Мефодий придумывали русский язык.

#### 2008
В 2008 году Спецпроект впервые прошёл в ГЦКЗ «Россия». Было решено вернуться к оригинальному формату, и сформировать три сборные, которые будут соревноваться в игре за Кубок Москвы. В Сборную Москвы вошли московские КВНщики, в Сборную России — представители команд из разных городов России, в Сборную гостей столицы пригласили КВНщиков из не-российских команд, а также представителей российских команд с национальным колоритом.
Спецпроект 2008
- Место проведения: ГЦКЗ «Россия»

- Дата игры: 20 ноября 2008
- Тема игры: Московский КиВиН
- Команды: Сборная Москвы, Сборная России, Сборная Гостей столицы
- Жюри: Леонид Ярмольник, Алексей Ягудин, Екатерина Стриженова, Константин Эрнст, Андрей Макаревич, Михаил Ефремов, Филипп Киркоров, Валдис Пельш
- Конкурсы: Приветствие, Разминка, Домашнее задание

| Команда        | Приветствие | Разминка | общий | ДЗ | Итого |
| -------------- | ----------- | -------- | ----- | -- | ----- |
| Сборная Москвы | 38          | 41       | 79    | 53 | 132   |
| Сборная России | 39          | 46       | 85    | 54 | 139   |
| Гости столицы  | 40          | 44       | 84    | 56 | 140   |

Результат игры:
1. Сборная Гостей столицы
2. Сборная России
3. Сборная Москвы

- На этой игре «Сборная России» показала номер «Игра в ассоциации».

Сборная Москвы:
- Александр Гудков (Фёдор Двинятин)
- Алексей Никифоренко (Станция Спортивная)
- Андрей Суслов (Сборная ГУУ)
- Анна Орлова (Свои секреты)
- Анна Полякова (Сборная ГУУ)
- Валерий Закутский (Эскадрон гусар)
- Дмитрий Кожома (Станция Спортивная)
- Дмитрий Лунёв (Университетский проспект)
- Дмитрий Шпеньков (Обычные люди)
- Екатерина Варнава (Свои секреты)
- Екатерина Матвиенко (Университетский проспект)
- Иван Пышненко (Станция Спортивная)
- Игорь Харламов (Незолотая молодёжь)
- Константин Майер (Сборная ГУУ)
- Максим Корчагин (Сборная ГУУ)
- Марина Бочкарёва (Фёдор Двинятин)
- Мария Кравченко (Свои секреты)
- Михаил Белянин (Обычные люди)
- Наталия Медведева (Фёдор Двинятин)
- Наталья Еприкян (Мегаполис)
- Прохор Забабашкин (Обычные люди)
- Сергей Бородин (Университетский проспект)

Сборная России:
- Александр Коптель (СТЭПиКо)
- Александр Смирнов (Парма)
- Александр Якушев (ПриМа)
- Андрей Бурковский (МаксимуМ)
- Антон Сасин (ПриМа)
- Антон Морозенко (Лица Уральской НАциональности)
- Владимир Тарарыкин (ПриМа)
- Вячеслав Мясников (Уральские пельмени)
- Демис Карибов (БАК)
- Дмитрий Брекоткин (Уральские пельмени)
- Дмитрий Колчин (СОК)
- Дмитрий Хрусталёв (Сборная Санкт-Петербурга)
- Евгений Никишин (УЕздный город)
- Жанна Кадникова (Парма)
- Максим Аникин (СТЭПиКо)
- Михаил Галустян (Утомлённые солнцем)
- Полина Сибагатуллина (Сборная Санкт-Петербурга)
- Светлана Пермякова (Парма)
- Сергей Гореликов (МаксимуМ)
- Сергей Писаренко (УЕздный город)
- Станислав Ярушин (Лица Уральской НАциональности)

Гости столицы:
- Алхас Каджая (Нарты из Абхазии)
- Ашот Кещян (РУДН)
- Гарик Мартиросян (Новые армяне)
- Глеб Тимошенко (ХАИ)
- Давид Цаллаев (Пирамида)
- Дмитрий Танкович (ЧП)
- Евгений Сморигин (ЧП)
- Жаргал Бадмацыренов (Байкал)
- Заурбек Байцаев (Пирамида)
- Игорь Диденко (ХАИ)
- Карен Мкртчян (Махачкалинские бродяги)
- Наталья Кузьмина (ЧП)
- Нурлан Коянбаев (Астана.kz)
- Рубен Джагинян (ЕрМИ)
- Теймураз Тания (Нарты из Абхазии)
- Тимур Каргинов (Пирамида)
- Турсунбек Кабатов (Астана.kz)
- Эндрю Нджогу (РУДН)
- Юрий Яшников (Байкал)
- Ярослав Мелёхин (Астана.kz)

#### 2009
В 2009 году вместо Спецпроекта прошёл утешительный полуфинал для проигравших команд. Разыгрывалось место в финале сезона.
Утешительный ½ финал в рамках Спецпроекта «КВНу — 48»
- Место проведения: Центральный академический театр Российской армии
- Дата игры: 20 ноября 2009
- Тема игры: Переэкзаменовка
- Команды: Полиграф Полиграфыч (Омск), Станция Спортивная (Москва), СТЭПиКо (Новосибирск), СОК (Самара), Сборная Краснодарского края (Армавир — Брюховецкая), Фёдор Двинятин (Москва — Ступино)
- Жюри: Леонид Ярмольник, Андрей Макаревич, Константин Эрнст, Михаил Ефремов, Юлий Гусман
- Конкурсы: Фристайл («На ошибках учимся»), Биатлон («Шпаргалки»), Конкурс Одной Песни («Музыкальный зачёт»)

| Команда             | Актив | Фристайл | общий | Биатлон | общий | КОП | Итого |
| ------------------- | ----- | -------- | ----- | ------- | ----- | --- | ----- |
| Полиграф Полиграфыч | 0     | 5        | 5     | 0,9     | 5,9   | 3   | 8,9   |
| Станция Спортивная  | 0     | 4,2      | 4,2   | 0,5     | 4,7   | 3,2 | 7,9   |
| СТЭПиКо             | 0,1   | 4,2      | 4,3   | 0,7     | 5     | 3,2 | 8,2   |
| Фёдор Двинятин      | 0,2   | 5        | 5,2   | 0,8     | 6     | 3,8 | 9,8   |
| БАК — Соучастники   | 0,2   | 4,8      | 5     | 1       | 6     | 4   | 10    |
| СОК                 | 0,1   | 4,6      | 4,7   | 0,6     | 5,3   | 4   | 9,3   |

Результат игры:
1. Сборная Краснодарского края
2. Фёдор Двинятин
3. СОК
4. Полиграф Полиграфыч
5. СТЭПиКо
6. Станция Спортивная

- Команды начали игру с активами в 0, 0,1 и 0,2 балла в зависимости от их позиции на полуфинальных играх (второе место — 0,2, третье — 0,1, четвёртое — 0).
- Это первая игра Высшей лиги с шестью командами с 1997 года.
- В начале игры своё Приветствие показала сборная жюри.
- Лучшим Приветствием было признано Приветствие команды «Полиграф Полиграфыч», в нём были показаны номера «в магазине», «в министерстве образования», «Симпсоны» и «песня о героях».
- В конкурсе КОП команда «Фёдор Двинятин» спела «Песню про Медведева» на мотив «Песни о медведях» из к/ф «Кавказская пленница», команда СОК спела песню о членах жюри на мотив «07» Высоцкого, а Сборная Краснодарского края «Песню о том, как КВН закрывали-закрывали, а потом открывали-открывали» на мотив песни группы «Несчастный случай».
- За команду «СОК» участвовала Ксения Корнева, будущая участница команды «Раисы», тогда она играла за команду «Сердце Сибири» в Премьер-Лиге.
- По окончании игры члены жюри попросили добрать в финал команду Фёдор Двинятин.

#### 2010
В 2010 году в рамках Спецпроекта состоялась игра на «Открытый кубок СНГ». Все бывшие республики СССР (за исключением Грузии и Туркменистана) прислали свои сборные на эту игру. Сборные были собраны, в основном, из самых успешных команд КВН страны, некоторые страны представляла только одна команда. Эстония, Латвия и Литва послали на кубок одну общую сборную, а Россия выступила в привычном для Спецпроекта формате — сборная из самых популярных представителей команд.
Спецпроект 2010
- Место проведения: ГЦКЗ «Россия»
- Дата игры: 20 ноября 2010
- Тема игры: Открытый кубок СНГ
- Команды: Сборная России, Сборная Беларуси, Сборная Украины, Сборная Прибалтики, Сборная Молдовы, Сборная Армении, Сборная Азербайджана, Сборная Казахстана, Сборная Узбекистана, Сборная Таджикистана, Сборная Кыргызстана
- Жюри: Игорь Верник, Михаил Ефремов, Александр Ширвиндт, Константин Эрнст, Леонид Ярмольник, Филипп Киркоров, Юлий Гусман

Сборная Узбекистана:
- Команда КВН «Золотая лихорадка» (Зарафшан)
- Команда КВН «МетКо» (Бекабад)
- Команда КВН «Нон-стоп» (Ташкент)

Сборная Молдовы:
- Команда КВН «Новые лица» (Кишинёв)
- Команда КВН «Оранжевое настроение» (Тирасполь)

Сборная Прибалтики:
- Сборная Эстонии
- Команда КВН «Рижские готы»
- Сборная Литвы

Сборная Кыргызстана:
- Команда КВН «Город Фрунзе» (Бишкек)

Сборная Армении:
- Сборная Армении

Сборная Беларуси:
- Команда КВН «Минское море» (Минск)
- Сборная команда КВН БГПУ (Минск)
- Команда КВН «Машина» (Гомель)

Сборная Таджикистана:
- Команда КВН «Таджикский акцент» (Душанбе)

Сборная Азербайджана:
- Команда КВН «Чёрное золото» (Баку)
- Бахрам Багир-Заде (Парни из Баку)

Сборная Украины:
- Команда КВН «Винницкие перцы»
- Команда КВН «Днепр»
- Команда КВН «Сборная блондинок Украины» (Харьков)
- Команда КВН «Остров Крым» (Симферополь)
- Команда КВН «Торнадо-Люкс» (Берегомет)
- Игорь Диденко и Глеб Тимошенко (ХАИ)

Сборная Казахстана:
- Первый («Каzахи») и второй составы команды КВН «Астана.kz»

Сборная России:
- Алексей Екс (Левый берег)
- Андрей Скороход (Триод и Диод)
- Антон Сасин (ПриМа)
- Давид Цаллаев (Пирамида)
- Демис Карибов (Сборная Краснодарского края)
- Дмитрий Кожома (Станция Спортивная)
- Дмитрий Колчин (СОК)
- Дмитрий Шпеньков (25-ая)
- Евгений Никишин (УЕздный город)
- Заурбек Байцаев (Пирамида)
- Иван Абрамов (Парапапарам)
- Иван Пышненко (Станция Спортивная)
- Игорь Харламов (Незолотая молодёжь)
- Максим Киселёв (Триод и Диод)
- Николай Архипенко (Сборная Краснодарского края)
- Сергей Писаренко (УЕздный город)
- Юлия Ахмедова (25-ая)

- Кубок СНГ получила Сборная Прибалтики.

#### 2011
К 50-летию Клуба была организована очередная встреча между сборными 20-го и 21-го веков. В отличие от Спецпроектов 2001 и 2002, на этот раз Сборная 20-го века на самом деле была «сборной постКВН», и в неё вошли КВНщики, которые после окончания КВНовской карьеры стали звёздами. В Сборную 21-го века вошли КВНщики из действующих команд и представители команд, которые закончили играть в КВН относительно недавно.
Спецпроект 2011
- Место проведения: Центральный академический театр Российской армии

- Дата игры: 8 ноября 2011
- Тема игры: КВНу - 50!
- Команды: Сборная 21-го века, Сборная 20-го века
- Жюри: Леонид Якубович, Сергей Шакуров, Леонид Ярмольник, Константин Эрнст, Михаил Ефремов, Юлий Гусман
- Конкурсы: Приветствие, Разминка, Домашнее задание

| Команда            | Приветствие | Разминка | общий | ДЗ | Итого |
| ------------------ | ----------- | -------- | ----- | -- | ----- |
| Сборная 21-го века | 30          | 33       | 63    | 37 | 100   |
| Сборная 20-го века | 28          | 36       | 64    | 36 | 100   |

Результат игры:
1. Сборная 21-го века; Сборная 20-го века

Сборная 21-го века:
- Александр Волохов (СОК)
- Александр Гудков (Фёдор Двинятин)
- Александр Юдин (СОК)
- Антон Сасин (ПриМа)
- Василина Кукушкина (СОК)
- Виталий Пашенко (Сборная Краснодарского края)
- Гульнара Сильбаева (Каzахи)
- Давид Цаллаев (Пирамида)
- Демис Карибов (Сборная Краснодарского края)
- Дмитрий Бушуев (Вятка)
- Дмитрий Грачёв (Незолотая молодёжь)
- Дмитрий Кожома (Станция Спортивная)
- Дмитрий Колчин (СОК)
- Дмитрий Шпеньков (Обычные люди)
- Евгений Донских (РУДН)
- Заурбек Байцаев (Пирамида)
- Иван Абрамов (Парапапарам)
- Иван Пышненко (Станция Спортивная)
- Игорь Ласточкин (Днепр)
- Илья Алексеев (СОК)
- Ирина Сопонару (Винницкие перцы)
- Леонид Копичай (СОК)
- Максим Киселёв (Триод и Диод)
- Марк Николаев (350)
- Михаил Масленников (Триод и Диод)
- Николай Архипенко (Сборная Краснодарского края)
- Николай Михеев (Виzит)
- Николай Михеев старший (Виzит)
- Нурдаулет Шертим (Каzахи)
- Нурлан Коянбаев (Каzахи)
- Ольга Картункова (ГородЪ ПятигорскЪ)
- Роман Беленков (СОК)
- Сангаджи Тарбаев (РУДН)
- Сергей Цыренов (350)
- Эмиль Аскеров (Виzит)
- Эндрю Нджогу (РУДН)
- Юлия Ахмедова (25-ая)
- Юрий Карагодин (Днепр)
- Яков Рыбалко (Сборная Краснодарского края)

Сборная 20-го века:
- Александр Журин (УЕздный город)
- Александр Попов (Уральские пельмени)
- Александр Пушной (НГУ)
- Александр Ревва (Утомлённые солнцем)
- Александр Смирнов (Парма)
- Андрей Рожков (Уральские пельмени)
- Вадим Галыгин (БГУ)
- Вячеслав Мясников (Уральские пельмени)
- Гарик Мартиросян (Новые армяне)
- Дмитрий Брекоткин (Уральские пельмени)
- Дмитрий Соколов (Уральские пельмени)
- Дмитрий Танкович (ЧП)
- Дмитрий Хрусталёв (Сборная Санкт-Петербурга)
- Евгений Никишин (УЕздный город)
- Евгений Сморигин (ЧП)
- Екатерина Скулкина (Четыре татарина)
- Елена Борщёва (Сборная Пятигорска)
- Игорь Харламов (Незолотая молодёжь)
- Карен Мкртчян (Махачкалинские бродяги)
- Максим Ярица (Уральские пельмени)
- Михаил Галустян (Утомлённые солнцем)
- Михаил Шац (ЛФЭИ)
- Наталья Еприкян (Мегаполис)
- Олег Комаров (Дрим тим)
- Олег Филимонов (Одесские джентльмены)
- Павел Воля (Валеон Дассон)
- Полина Сибагатуллина (Сборная Санкт-Петербурга)
- Рубен Джагинян (ЕрМИ)
- Светлана Пермякова (Парма)
- Семён Слепаков (Сборная Пятигорска)
- Сергей Исаев (Уральские пельмени)
- Сергей Писаренко (УЕздный город)
- Сергей Светлаков (Уральские пельмени)
- Татьяна Лазарева (НГУ — 1-й состав)
- Тимур Батрутдинов (Незолотая молодёжь)
- Эльчин Азизов (Парни из Баку)
- Юлия Михалкова (Не парни)
- Янислав Левинзон (Одесские джентльмены)

- На Спецпроекте присутствовал Владимир Путин.

#### 2012
В 2012 году в ГЦКЗ «Россия» прошёл Кубок мэра Москвы, который был запланировал сразу после предыдущего Спецпроекта на встрече Александра Васильевича Маслякова с Владимиром Путиным и Сергеем Собяниным. Изначально кубок было решено провести по схеме 2008 года, но после первых репетиций было решено сборную Москвы и сборную гостей столицы объединить в одну команду. Таким образом, получилась «классическая» игра КВН между двумя сборными: Сборная москвичей и гостей столицы и Сборная российских городов.
Спецпроект 2012
- Место проведения: ГЦКЗ «Россия»

- Дата игры: 11 ноября 2012
- Тема игры: Кубок мэра Москвы
- Команды: Сборная москвичей и гостей столицы, Сборная российских городов
- Жюри: Андрей Макаревич, Алексей Ягудин, Дмитрий Нагиев, Константин Эрнст, Лариса Гузеева, Сергей Капков, Михаил Ефремов, Юлий Гусман
- Конкурсы: Приветствие, Музыкальный конкурс («Новеллы о Москве»), Конкурс финальной песни

| Команда                            | Приветствие | Муз.конкурс | общий | Муз. Финал | Итого |
| ---------------------------------- | ----------- | ----------- | ----- | ---------- | ----- |
| Сборная москвичей и гостей столицы | 4           | 4           | 8     | 4          | 12    |
| Сборная российских городов         | 5           | 5           | 10    | 3          | 13    |

Результат игры:
1. Сборная российских городов
2. Сборная москвичей и гостей столицы

Сборная москвичей и гостей столицы:
- Айдар Гараев (Союз)
- Александр Абдуллаев (Факультет журналистики)
- Александр Алымов (Союз)
- Александр Виниченко (Сборная Физтеха)
- Александра Кузнецова (Факультет журналистики)
- Алёна Корниенко (Минское море)
- Арарат Кещян (РУДН)
- Артём Муратов (Союз)
- Ашот Кещян (РУДН)
- Василий Петяев (Сборная Физтеха)
- Виктор Щетков (Союз)
- Владимир Борисов (Днепр)
- Галина Тенишева (Сега Мега Драйв 16 бит)
- Георгий Гигашвили (Сборная Физтеха)
- Давид Цаллаев (Пирамида)
- Дмитрий Гуров (Сборная Физтеха)
- Дмитрий Кожома (Станция Спортивная)
- Дмитрий Крепчук (Минское море)
- Дмитрий Шпеньков (Обычные люди)
- Евгений Донских (РУДН)
- Евгения Фреймане (Рижские готы)
- Екатерина Скулкина (Четыре татарина)
- Елена Гущина (Союз)
- Заурбек Байцаев (Пирамида)
- Иван Абрамов (Парапапарам)
- Иван Пышненко (Станция Спортивная)
- Игорь Ласточкин (Днепр)
- Ирина Сопонару (Винницкие перцы)
- Ирина Чеснокова (Факультет журналистики)
- Ислам Кантаев (Сборная Чечни)
- Кирилл Коковкин (Союз)
- Кумар Лукманов (Сборная Казахстана)
- Николай Михеев (Виzит)
- Николай Соловьёв (Рижские готы)
- Павел Марков (Сборная Физтеха)
- Руслан Хамидов (Сборная Чечни)
- Сангаджи Тарбаев (РУДН)
- Сергей Ильин (Факультет журналистики)
- Эмиль Аскеров (Виzит)
- Эндрю Нджогу (РУДН)
- Юрий Карагодин (Днепр)
- Юрий Ткач (Днепр)

Сборная российских городов:
- Азамат Мусагалиев (Сборная Камызякского края)
- Александр Волохов (СОК)
- Александр Коптель (СТЭПиКо)
- Александр Мадич (Сборная Владивостока)
- Александр Марченков (Триод и Диод)
- Александр Юдин (СОК)
- Александр Якушев (ПриМа)
- Андрей Скороход (Триод и Диод)
- Антон Аткин (КемБридж)
- Антон Сасин (ПриМа)
- Аркадий Лапухин (УЕздный город)
- Вера Гасаранова (Раисы)
- Владимир Землянский (СТЭПиКо)
- Владимир Фёдоров (Бомонд)
- Вячеслав Макаров (Сборная Камызякского края)
- Дарья Чепасова (Бомонд)
- Денис Дорохов (Сборная Камызякского края)
- Дмитрий Бушуев (Вятка)
- Дмитрий Колчин (СОК)
- Евгений Кунчиц (КемБридж)
- Евгений Никишин (УЕздный город)
- Екатерина Утмелидзе (ГородЪ ПятигорскЪ)
- Елена Хохоненко (Раисы)
- Любовь Астраханцева (Раисы)
- Максим Аникин (СТЭПиКо)
- Максим Киселёв (Триод и Диод)
- Николай Наумов (Парма)
- Ольга Картункова (ГородЪ ПятигорскЪ)
- Павел Гущин (Ананас)
- Ренат Мухамбаев (Сборная Камызякского края)
- Родион Коков (Вятка)
- Сергей Писаренко (УЕздный город)
- Станислав Воробьёв (КемБридж)
- Станислав Рудницкий (КемБридж)

- Несмотря на то, что команды Союз и Факультет журналистики из Тюмени и Санкт-Петербурга соответственно, они вошли в сборную москвичей и гостей столицы
- На Спецпроекте присутствовал Сергей Семёнович Собянин.

#### 2013
В 2013 году было решено повторить идею с утешительным полуфиналом, придуманную в 2009. Игра прошла на этот раз в новом «Доме КВН».
Третий (утешительный) полуфинал — в рамках Спецпроекта «КВНу − 52»
- Место проведения: ММЦ «Планета КВН»

- Дата игры: 9 ноября 2013
- Тема игры: Кубок Москвы
- Команды: Сборная Камызякского края (Астрахань), Одесские мансы (Одесса), КемБридж (Кемерово), Сборная Физтеха (Долгопрудный), Днепр (Днепропетровск), Раисы (Иркутск)
- Жюри: Валдис Пельш, Дмитрий Нагиев, Константин Эрнст, Сергей Капков, Геннадий Хазанов, Юлий Гусман
- Конкурсы: Приветствие, Биатлон («Городские новости»), Музыкальный номер («Московский бит»)

| Команда         | Приветствие | Биатлон | общий | Муз. номер | Итого |
| --------------- | ----------- | ------- | ----- | ---------- | ----- |
| Камызяк         | 5           | 0,9     | 5,9   | 4          | 9,9   |
| Одесские мансы  | 3,8         | 0,6     | 4,4   | 3,5        | 7,9   |
| КемБридж        | 4,3         | 0,7     | 5     | 3,5        | 8,5   |
| Сборная Физтеха | 5           | 1       | 6     | 3,5        | 9,5   |
| Днепр           | 4,3         | 0,8     | 5,1   | 4          | 9,1   |
| Раисы           | 4,2         | 0,5     | 4,7   | 3,8        | 8,5   |

Результат игры:
1. Сборная Камызякского края
2. Сборная Физтеха
3. Днепр
4. КемБридж; Раисы
5. Одесские мансы

- В финал прошла команда «Сборная Камызякского края», которая получила Кубок мэра Москвы.
- В приветствии «Сборной Камызякского края» приняли участие КВНщики разных команд, а также Юлий Гусман, которого команда позвала на сцену.
- Игру открыла своим выступлением Сборная МФЮА (Москва — Волгоград) с заявкой на участие в следующем сезоне (в качестве чемпионов Премьер-лиги).
- Впервые с 2001 года в игре Высшей лиги встретились две украинские команды.
- Александр Масляков разрешил членам жюри добрать в финал ещё одну команду. Константин Эрнст пригласил в финал команду Днепр. Таким образом, впервые с 1997 года в финале Высшей лиги сыграла украинская команда (если не считать выступление команды ХАИ в финале Турнира Десяти 2000).

#### 2014
Третий (утешительный) полуфинал — в рамках Спецпроекта «КВНу − 53»
- Место проведения: ММЦ «Планета КВН»

- Дата игры: 7 ноября 2014
- Команды: Сборная РУДН (Москва), Плохая компания (Красноярск), Сборная Физтеха (Долгопрудный), КемБридж (Кемерово), Саратов (Саратов)
- Жюри: Михаил Галустян, Дмитрий Нагиев, Константин Эрнст, Леонид Якубович, Сергей Капков, Юлий Гусман
- Конкурсы: Приветствие, Подарок, Музыкальный конкурс («Эти слова о тебе, Москва»)

| Команда         | Приветствие | Подарок | общий | Музыкалка | Итого |
| --------------- | ----------- | ------- | ----- | --------- | ----- |
| Сборная РУДН    | 4,2         | 0,1     | 4,3   | 3,9       | 8,2   |
| Плохая компания | 4,8         | 0,1     | 4,9   | 3,4       | 8,3   |
| Сборная Физтеха | 5           | 0,1     | 5,1   | 3,9       | 9     |
| КемБридж        | 4,7         | 0,1     | 4,8   | 4         | 8,8   |
| Саратов         | 4,2         | 0,1     | 4,3   | 3,7       | 8     |

Результат игры:
1. Сборная Физтеха
2. КемБридж
3. Плохая компания
4. Сборная РУДН
5. Саратов

- Помимо пяти команд, играющих за место в финале, в качестве гостей выступили Сборная МФЮА (Москва — Волгоград) и «Сборная Камызякского края» (Астрахань).
- Вместо второго конкурса всем командам начислили ещё по 0,1 балла.

#### 2015
Третий (утешительный) полуфинал — в рамках Спецпроекта «КВНу — 54»
- Место проведения: ММЦ «Планета КВН»

- Дата игры: 7 ноября 2015 года
- Тема игры: Кубок мэра Москвы
- Команды: Горизонт (Москва), Спарта (Астана), Сборная Дагестана (Махачкала), Саратов (Саратов), Плохая компания (Красноярск), Азия MIX (Бишкек)
- Жюри: Пелагея, Валдис Пельш, Константин Эрнст, Геннадий Хазанов, Юлий Гусман
- Конкурсы: Приветствие, Капитанский конкурс («Если бы я был москвичом» («Если бы я не был москвичом» для «Горизонта»)»), Музыкальный фристайл («Любимый город»)

| Команда           | Приветствие | Капитанский | общий | Музфристайл | Итого |
| ----------------- | ----------- | ----------- | ----- | ----------- | ----- |
| Горизонт          | 4,8         | 3           | 7,8   | 3,4         | 11,2  |
| Спарта            | 4,8         | 4           | 8,8   | 3,8         | 12,6  |
| Сборная Дагестана | 5           | 4           | 9     | 3,8         | 12,8  |
| Саратов           | 4,6         | 3,8         | 8,4   | 3,4         | 11,8  |
| Плохая компания   | 5           | 3           | 8     | 3,8         | 11,8  |
| Азия MIX          | 4,8         | 3,6         | 8,4   | 3,4         | 11,8  |

Результат игры
1. Сборная Дагестана
2. Спарта
3. Азия MIX
4. Плохая компания; Саратов
5. Горизонт

Дополнительно в финал, по просьбе Константина Эрнста, прошла также команда «Спарта». Таким образом, в финал Высшей лиги 2015 прошли шесть команд.
- Вне конкурса выступила команда КВН «Сборная Физтеха», обладатель кубка 2014 года.
- Капитанский конкурс играли: Дмитрий Добролюбов («Горизонт»), Данияр Джумадилов («Спарта»), Абсалутдин Гамзатов (Сборная Дагестана), Кирилл Лопаткин («Саратов»), Эльдияр Кененсаров («Азия MIX»), Михаил Стогниенко («Плохая компания»).

#### 2016
В 2016 году 55-летний юбилей КВН было решено отметить двумя играми. В первой игре встретились некоторые команды прошлых лет, которые разыграли между собой три кубка «Планеты КВН» — за весёлость, за находчивость и за верность клубу. Обладателями кубков стали Сборная Пятигорска, «Новые армяне» и «Утомлённые солнцем», соответственно. Во второй игре за Кубок мэра Москвы боролись чемпионы сезонов 2011—2015, а также сборные Москвы и гостей столицы. Обладателем кубка стала команда «Союз».
Спецпроект 2016
- Место проведения: Государственный Кремлёвский дворец
- Дата игры: 12 ноября 2016
- Жюри: Кубок Планеты КВН — Юлий Гусман, Антон Комолов, Александр Ширвиндт, Геннадий Хазанов, Иван Демидов, Дмитрий Нагиев, Константин Эрнст; Кубок мэра Москвы — Елена Малышева, Борис Крюк, Максим Ликсутов, Константин Эрнст, Александр Розенбаум, Михаил Гусман
- Команды: Сборная Москвы, Сборная гостей столицы, Махачкалинсике бродяги + Сборная Дагестана, Новые армяне, Уральские пельмени, Утомлённые солнцем, Мегаполис, Сборная Пятигорска, МаксимуМ, Пирамида, РУДН, СОК, Триод и Диод, ГородЪ ПятигорскЪ, Союз, Сборная Камызякского края

Кубок Планеты КВН:
- МаксимуМ (Томск)
- Пирамида (Владикавказ)
- РУДН (Москва)
- Новые армяне (Ереван)
- Мегаполис (Москва)
- Махачкалинские бродяги + Сборная Дагестана (Махачкала)
- Уральские пельмени (Екатеринбург)
- Сборная Пятигорска (Пятигорск)
- Утомлённые солнцем (Сочи)

Кубок мэра Москвы:
- Сборная гостей столицы
- СОК (Самара)
- Триод и Диод (Смоленск)
- ГородЪ ПятигорскЪ (Пятигорск)
- Союз (Тюмень)
- Сборная Камызякского края (Астрахань)
- Сборная Москвы

За сборную Москвы выступили представители следующих команд:
- Станция Спортивная
- Сборная МФЮА
- Фёдор Двинятин
- Незолотая молодёжь
- Горизонт
- Сборная Большого московского государственного цирка
- Чистые пруды
- Сборная ГУУ и МИСиС
- Обычные люди

За сборную гостей столицы выступили представители следующих команд:
- Сборная Баку (Баку)
- Парни из Баку (Баку)
- Сборная Чечни (Грозный)
- Каzахи (Астана)
- Спарта (Астана)
- Четыре татарина (Казань)
- Азия MIX (Бишкек)
- БГУ (1-й состав) (Минск)
- БГУ (Минск)

Также, на Спецпроекте появлялись на сцене и представители следующих команд:
- Детективное агентство «Лунный свет» (Белгород)
- Плохая компания (Красноярск)
- ПриМа (Курск)
- Сборная города Мурманска (Мурманск)
- Эскадрон гусар (Москва)
- Дети лейтенанта Шмидта (Томск)
- МГУ (Москва)
- МХТИ (Москва)
- Одесские джентльмены (Одесса)
- Запорожье — Кривой Рог — Транзит (Запорожье — Кривой Рог)
- Парма (Пермь)
- Нарты из Абхазии (Сухум)

- На первой игре Спецпроекта присутствовал Владимир Путин.
- Каждую из игр судил разный состав жюри — первую игру судили постоянные члены жюри и приглашённые гости Спецпроектов разных лет, вторую — те, кто ни разу не был в жюри. Константин Эрнст был председателем двух составов, и единственный, кто судил обе игры.
- В начале Спецпроекта прозвучала новая версия песни «Мы начинаем КВН», которую исполняли по очереди разные поколения КВНщиков: детский ансамбль «Непоседы» (олицетворяющий будущих КВНщиков), КВНщики 2010-х, КВНщики 2000-х, КВНщики 1990-х, а также шесть КВНщиков, представляющих советский КВН — КВН 1980-х представляли Михаил Марфин, Янислав Левинзон и Валдис Пельш; КВН 1960-х/1970-х представляли Леонид Якубович, Геннадий Хазанов и Юлий Гусман.
- В конце первой игры Константин Эрнст удивил Александра Маслякова, показав клип, подготовленный к его 75-летию. В клипе приняли участие (в порядке появления): Константин Эрнст, Игорь Матвиенко, Николай Дроздов, Гарик Сукачёв, Николай Басков, Дмитрий Губерниев, Андрей Малахов, Леонид Слуцкий, Дмитрий Нагиев, Юлий Гусман, Владимир Познер, Нюша, Лариса Гузеева, Елена Малышева, Валерий Сюткин, Екатерина Андреева, Геннадий Хазанов, Лариса Долина, Сергей Лазарев, Филипп Киркоров, Пелагея, Эдгард Запашный, Аскольд Запашный, Александр Масляков-младший, Иван Ургант, Игорь Бутман.

#### 2017
В 2017 году команды-участницы спецпроекта были поделены на три блока: «Играли», «Играют» и «Будут играть». Команда, одержавшая победу в своей номинации, становилась претендентом на Кубок мэра Москвы. В номинации «Играли» победу одержали «Борцы» (бывшая «Сборная СНГ по вольной борьбе»), в номинации «Играют» выиграла команда «Русская дорога», а в номинации «Будут играть» члены жюри выбрали лучшей сборную детского КВН. В итоге Кубок мэра Москвы 2017 достался команде «Борцы».
Спецпроект 2017
- Место проведения: ММЦ «Планета КВН»
- Дата игры: 23 ноября 2017
- Жюри: Алексей Ягудин, Дмитрий Нагиев, Константин Эрнст, Пелагея, Семён Слепаков, Михаил Галустян, Юлий Гусман
- Команды: Борцы, Горизонт, Триод и Диод, Азия MIX, Будем дружить семьями, Русская дорога, Nаполеон Dинамит, Приказ 390, Сборная МФЮА, RUDN University, Сборная вузов Чеченской Республики, Сборная Детского КВН

Блок «Играли»:
- Горизонт (Москва)
- Триод и Диод (Смоленск)
- Борцы (Сургут)
- Азия MIX (Бишкек)

Блок «Играют»:
- Приказ 390 (Москва)
- Nаполеон Dинамит (Тюмень)
- Будем дружить семьями (Москва)
- Сборная МФЮА (Москва — Волгоград)
- Русская дорога (Армавир)

Блок «Будут играть»:
- RUDN University (Москва)
- Сборная вузов Чеченской Республики (Грозный)
- Сборная Детского КВН

- В выступлении команды «Nаполеон Dинамит» участвовал Алексей Чумаков. За команду «RUDN University» выступил Кай Метов.
- В выступлениях также участвовали представители других команд КВН. В выступлении «Горизонта» участвовали Сангаджи Тарбаев (РУДН), Эльдияр Кененсаров («Азия MIX») Иван Пышненко («Станция Спортивная») и Азамат Мусагалиев («Сборная Камызякского края»). Вместе с командой «Nаполеон Dинамит» выступили Кирилл Коковкин, Елена Гущина, Айдар Гараев и Александр Алымов («Союз»). За команду «Будем дружить семьями» выступили представители команд «RUDN University», «Борцы», «Nаполеон Dинамит», а также Богдан Лисевский («Плюшки имени Ярослава Гашека») и Дмитрий Журавлёв («Приказ 390»).

#### 2018
Третий (утешительный) полуфинал — в рамках Спецпроекта «КВНу — 57» (13 ноября)
- Дата игры: 13 ноября
- Команды: Вятка (Киров), Сборная Великобритании (Лондон), Будем дружить семьями (Москва), Русская дорога (Армавир)
- Жюри: Юлий Гусман, Пелагея, Дмитрий Нагиев, Семён Слепаков, Максим Ликсутов, Евгений Донских, Константин Эрнст
- Конкурсы: Приветствие, Биатлон, Музыкальный фристайл

| Команда               | Приветствие | Биатлон | общий | Муз. конкурс | Итого |
| --------------------- | ----------- | ------- | ----- | ------------ | ----- |
| Вятка                 | 5           | 1       | 6     | 5            | 11    |
| Сб. Великобритании    | 5           | 0,7     | 5,7   | 4,3          | 10    |
| Будем дружить семьями | 4,3         | 0,8     | 5,1   | 4,4          | 9,5   |
| Русская дорога        | 5           | 1       | 6     | 5            | 11    |

Результат игры:
1. Вятка; Русская дорога
2. Сборная Великобритании
3. Будем дружить семьями

- Команды «НАТЕ» (Брюховецкая)[16] и «Планета Сочи» (Сочи)[17] отказались от участия.
- На этой игре в качестве гостей выступила сборная Детского КВН. Члены жюри решили вручить Кубок мэра Москвы именно ей, а не соревнующимся командам.
- «Вятка» и «Русская дорога» второй раз набрали максимум баллов за игру.
- В качестве специальных гостей на этой игре выступили Борис Грачевский (за сборную Детского КВН) и Майкл Бом (за Сборную Великобритании).
- Командам, выступавшим на этой игре помогали представители других команд КВН:

- Айдар Гараев (Союз)
- Александр Панекин (Сборная Камызякского края)
- Александр Серебряков (КемБридж)
- Андрей Коса (Саратов)
- Анна Беклемишева (Раисы)
- Аркадий Шестаков (Кефир)
- Артём Бобцов (Сборная Большого московского государственного цирка)
- Артём Муратов (Союз)
- Богдан Лисевский (Плюшки имени Ярослава Мудрого)
- Валерий Равдин (Плохая компания)
- Валерия Гресько (Раисы)
- Вера Гасаранова (Раисы)
- Виктор Селиванов (Сборная Большого московского государственного цирка)
- Денис Дорохов (Сборная Камызякского края)
- Евгений Никишин (УЕздный город)
- Егор Цветков (КемБридж)
- Екатерина Утмелидзе (ГородЪ ПятигорскЪ)
- Елена Гущина (Союз)
- Иван Брагин (Так-то)
- Иван Кулаков (Радио Свобода)
- Илья Беляков (Плюшки имени Ярослава Мудрого)
- Ирина Халтанова (Раисы)
- Кирилл Коковкин (Союз)
- Максим Киселёв (Триод и Диод)
- Михаил Масленников (Триод и Диод)
- Михаил Стогниенко (Плохая компания)
- Николай Архипенко (Сборная Краснодарского края)
- Ренат Мухамбаев (Сборная Камызякского края)
- Сергей Писаренко (УЕздный город)
- Станислав Моторный (КемБридж)
- Станислав Рудницкий (КемБридж)
- Татьяна Винокурова (ГородЪ ПятигорскЪ)
- Эльдияр Кененсаров (Азия MIX)
- Эрмек Кененсаров (Азия MIX)
- Юсиф Юсифов (Борцы)

#### 2019
Третий (утешительный) полуфинал (в рамках Спецпроекта «КВНу — 58»)
- Дата игры: 8 ноября (эфир: 16 ноября)
- Команды: Будем дружить семьями (Москва), НАТЕ (Брюховецкая), Такая история (Орёл), Nаполеон Dинамит (Тюмень)
- Жюри: Вячеслав Муругов, Эдгард Запашный, Валдис Пельш, Семён Слепаков, Максим Ликсутов, Юлий Гусман
- Конкурсы: Приветствие, Разминка, Музыкальный фристайл

| Команда               | Приветствие | Разминка | общий | Муз. фристайл | Итого |
| --------------------- | ----------- | -------- | ----- | ------------- | ----- |
| Будем дружить семьями | 5           | 3,3      | 8,3   | 5             | 13,3  |
| НАТЕ                  | 4,7         | 3,5      | 8,2   | 4,8           | 13    |
| Такая история         | 4,3         | 3        | 7,3   | 4,7           | 12    |
| Nаполеон Dинамит      | 4,8         | 3,8      | 8,6   | 5             | 13,6  |

Результат игры:
1. Nаполеон Dинамит
2. Будем дружить семьями
3. НАТЕ
4. Такая история

- Пятую путёвку в финал Высшей лиги получила команда «Nаполеон Dинамит». Это вторая команда из Тюмени, попавшая в финал Высшей лиги, и как и предыдущая команда — «Союз», их лучшим достижением до этого был четвертьфинал.
- Команды «Волжане» (Самара) и «Умные люди» (Рязань) решили закончить сезон и не участвовать в утешительной игре[19].
- В качестве гостей игры с приветствием выступила команда «Русская дорога». КВНщики из Армавира также помогали в конкурсе приветствие команде «НАТЕ».
- Также в игре участникам помогали КВНщики из других команд: в приветствии команды «Такая история» принял участие Дмитрий Бушуев («Вятка»); команде «Будем дружить семьями» помогали Антон Сасин («ПриМа»), Николай Архипенко (Сборная Краснодарского края), Максим Киселёв («Триод и Диод») и Денис Дорохов («Сборная Камызякского края»); в приветствии команды «Nаполеон Dинамит» приняли участие Михаил Стогниенко («Плохая компания»), Виталий Пашенко (Сборная Краснодарского края), Муха Осман («RUDN University»), Любовь Астраханцева («Раисы»), Дмитрий Грачёв («Незолотая молодёжь») и Азамат Мусагалиев («Сборная Камызякского края»); команде «НАТЕ» помогали Дмитрий Парахин (Сборная Краснодарского края), а также команды КВН Сборная Пятигорска и «Сборная молодых учёных» (Первая лига).
- Команде «Будем дружить семьями» на этой игре также помог актёр Владимир Сычёв, а за команду «Nаполеон Dинамит» вышел Анатолий Вассерман.

#### 2020
Кубок мэра Москвы + утешительный полуфинал
В 2020 году команды-участницы спецпроекта были поделены на три блока:
- «Кубок Тавриды» — команды, получившие приглашение после участия на Кубке Тавриды, который состоялся летом. Приз — Малый кубок мэра Москвы и приглашение на фестиваль «Голосящий КиВиН» 2021.
- «Премьер-лига» — финалисты Премьер-лиги. Приз — Малый кубок мэра Москвы и место в Высшей лиге КВН 2021.
- «Высшая лига» — полуфиналисты Высшей лиги 2020. Приз — Кубок мэра Москвы и путёвка в финал сезона.

Обладателями кубков оказались «Велосипед» (Магадан), «Улица Плеханова» (Москва) и «Полуостров» (Симферополь).
Спецпроект 2020
- Место проведения: ММЦ «Планета КВН»
- Дата игры: 8 ноября 2020
- Жюри: Максим Ликсутов, Дмитрий Хрусталёв, Валдис Пельш, Пелагея, Вячеслав Муругов
- Команды: Юра (Москва), Зелёный чемодан (Кемерово), Велосипед (Магадан), Северяне (Нягань), Улица Плеханова (Москва), Сборная молодых учёных (Москва), Сборная бывших (Тула), Имени меня (Королёв), Доктор Хаусс (Могилёв), Станция Динамо (Москва), Полуостров (Симферополь)

Блок «Кубок Тавриды»:
- Юра (Москва)
- Зелёный чемодан (Кемерово)
- Велосипед (Магадан)
- Северяне (Нягань)

Блок «Премьер-лига»:
- Улица Плеханова (Москва)
- Сборная молодых учёных (Москва)
- Сборная бывших (Тула)
- Имени меня (Королёв)

Блок «Высшая лига»:
- Доктор Хаусс (Могилёв)
- Станция Динамо (Москва)
- Полуостров (Симферополь)

- Помимо соревнующихся команд, в Спецпроекте приняли участие КВНщики Ольга Картункова («ГородЪ ПятигорскЪ»), Юсиф Юсифов («Борцы»), Алексей Юрьянов («Так-то»), Михаил Стогниенко («Плохая компания»), Алексей Кривеня («Русская дорога»), Артём Бобцов (Сборная Большого московского цирка), Александр Туров («Борцы»), Максим Конюхов («Русская дорога»), Азамат Мусагалиев («Сборная Камызякского края»), Денис Дорохов («Сборная Камызякского края»), Дмитрий Грачёв («Незолотая молодёжь»).
- В выступлении «Сборной молодых учёных» приняли участие знатоки «Что? Где? Когда?» Денис Галиакберов и Андрей Козлов.

#### 2021
Кубок 60-летия
В 2021 году 60-летний юбилей КВН отметили в «Крокус Сити холл». За главный кубок боролись одиннадцать коллективов. В Спецпроекте также приняли участие три сборные — детская, сборная сезона 2021 и сборная участников прошлых сезонов. 
Главный кубок получил тандем команд БГУ и «Дети Тьюринга», а три малых кубка достались трём сборным командам.
Спецпроект 2021
- Место проведения: «Крокус Сити холл»
- Дата игры: 23 ноября 2021
- Жюри: Геннадий Хазанов, Юлия Пересильд, Константин Эрнст, Дмитрий Песков, Сергей Шнуров, Юлий Гусман
- Команды: Сборная Детского КВН, СОК (Самара), Русская дорога (Армавир), Махачкалинские бродяги (Махачкала), Азия MIX (Бишкек), БГУ + Дети Тьюринга (Минск), РУДН (Москва), СТЭПиКо (Новосибирск), Каzахи (Нур-Султан), Сборная «Что? Где? Когда?», Сборная Санкт-Петербурга (Санкт-Петербург), Сборная «Татнефти» (Альметьевск) + Четыре татарина (Казань), Сборная «Не тот КВН», Сборная «Тот КВН»

За сборную «Что? Где? Когда?» выступили:
- Виктор Сиднев
- Александр Друзь
- Максим Поташёв
- Алесь Мухин
- Андрей Козлов
- Елена Потанина
- Алексей Кривеня («Русская дорога»)

За сборную «Не тот КВН» выступили участники команд:
- Армянская сборная (Москва)
- Город N (Челябинск)
- Девчонки (Клин)
- G-Drive (Москва)
- Доктор Хаусс (Могилёв)
- Имени меня (Королёв)
- ИП Бондарев (Надым)
- Красный лис (Владивосток)
- Неудержимый Джо (Москва)
- Полуостров (Симферополь)
- Росы (Нижний Новгород)
- RUDN United (Москва)
- Сборная Пермского края (Пермь)
- Северяне (Нягань)
- Семейные штучки (Ростов-на-Дону)
- Улица Плеханова (Москва)
- Флэш-Рояль (Ростов-на-Дону)
- Юра (Москва)

За сборную «Тот КВН» выступили участники команд:
- Борцы (Сургут)
- Вятка (Киров)
- Лица Уральской НАциональности (Челябинск)
- МаксимуМ (Томск)
- Незолотая молодёжь (Москва)
- Парма (Пермь)
- Парни из Баку (Баку)
- ПриМа (Курск)
- Раисы (Иркутск)
- Сборная Пятигорска (Пятигорск)
- Уральские пельмени (Екатеринбург)

#### 2022
Был сыгран Кубок мэра Москвы, в котором принимали участие молодые команды, претендующие на выход в Высшую лигу КВН. Победителем Кубка мэра Москвы стала команда Близкие (Белгородская область). Дополнительно в Высшую лигу КВН, по просьбе жюри также проходят команды КВН: Всё путем (Донецк), Юрикен (Владикавказ).
Спецпроект 2022
- Место проведения: ММЦ «Планета КВН»
- Дата игры: 4 ноября 2022
- Жюри: Максим Ликсутов, Юрий Аксюта, Валдис Пельш, Сергей Жилин, Люся Чеботина
- Команды: Мастер Муси (РЭУ им. Плеханова, Москва), Город красивых девушек (Салават), Сборная Благовещенска, Ищем себя (Красноярск), Это они (МГПУ, Москва), Макинтош (Тверь), Без баб (Москва), Юрикен (Владикавказ), Близкие (Белгородская область), Всё путем (Донецк), Особое мнение (Уфа), ПОВИДЛО (Кирово-Чепецк)

- Мастер Муси (РЭУ им. Плеханова, Москва)
- Город красивых девушек (Салават)
- Сборная Благовещенска
- Ищем себя (Красноярск)
- Это они (МГПУ, Москва)
- ПОВИДЛО (Кирово-Чепецк)
- Без баб (Москва)
- Макинтош (Тверь)
- Близкие (Белгородская область)
- Юрикен (Владикавказ)
- Всё путем (Донецк)
- Особое мнение (Уфа)

#### 2024
Спецпроект 2024
- Место проведения: КЗ «Москва»
- Дата игры: 8 ноября 2024 (эфир: 7 декабря 2024)
- Жюри: Андрей Рожков, Евгения Медведева, Константин Эрнст, Екатерина Драгунова, Михаил Боярский
- Команды: Столик (Чулым), Каракуз (Альметьевск), Партия (Нижний Новгород), Мастер Муси (Москва), Не кипишуй (Семей), Леон Киллер (Камышлов), Ровеньки (Орёл), Атомная сборная (Сосновый Бор), Юрикен (Владикавказ), Флэш-Рояль (Ростов-на-Дону)

- Каракуз (Альметьевск)
- Партия (Нижний Новгород)
- Мастер Муси (Москва)
- Не кипишуй (Семей)
- Леон Киллер (Камышлов)
- Ровеньки (Орёл)
- Атомная сборная (Сосновый Бор)
- Юрикен (Владикавказ)
- Флэш-Рояль (Ростов-на-Дону)

Кубок мэра Москвы выиграла команда «Флэш-Рояль», второе место заняла команда «Юрикен», а третье — «Ровеньки».
- В выступлении команды «Флэш-Рояль» принял участие Вадим Галыгин.
- Выступление команды «Столик» было вырезано из эфира.